# Top Model of the World 2025
Top Model of the World 2025 será la 31.ª edición del certamen Top Model of the World, correspondiente al año 2025; la cual se llevará a cabo el 31 de mayo en Hurgada, Egipto. Candidatas de más de 30 países y territorios autónomos competirán por el título. Al final del evento, Maria Katren Varzaru, Top Model of the World 2024 de Rumania, coronará a su sucesora.

## Resultados
| Posiciones                  | Candidata |
| --------------------------- | --- |
| Top Model of the World 2025 | - Colombia - Natalia Garizabal |
| Primera Finalista           | - Cuba - Lorena Suarez |
| Segunda Finalista           | - Tailandia - Hanā Warissaya |
| Tercera Finalista           | - Puerto Rico - Yeimily Guzmán |
| Cuarta Finalista            | - República Dominicana - Smarling Mañon Martínez |
| Quinta Finalista            | - México - María López |
| Top 16                      | - Alemania - Barbara Arndt - Asia - Romane Adambarage - Corea del Sur - Yoonjae Choi - Filipinas - Scarlett de Mesa - Hungría - Ramona Jakob - Japón - Chie Nakahara - Países Bajos - Alissa van der Lei - Perú - Alessia Moreno - Rumania - Laura Marușca - Sudamérica - Lina Urrego |

## Candidatas
44 candidatas competirán por el título:
(En la tabla se utiliza su nombre completo, los sobrenombres van entrecomillados y los apellidos utilizados como nombre artístico, entre paréntesis; fuera de ella se utilizan sus nombres «artísticos» o simplificados).
| País/Territorio      | Candidata                                |
| -------------------- | ---------------------------------------- |
| África Oriental      | Achai Ayom Lula                          |
| Alemania             | Barbara Arndt                            |
| Asia                 | Romane Danjani Adambarage                |
| Canadá               | Jinghan Wang                             |
| China                | Zheng Kun Liu                            |
| Colombia             | Natalia Garizabal Vera                   |
| Corea                | Yoonjae Choi                             |
| Cuba                 | Lorena Suárez Lara                       |
| Dinamarca            | Samira Diasso                            |
| Egipto               | Janna AbdelHamid                         |
| El Salvador          | Margarita Elizabeth Cader Medina         |
| Eritrea              | Sinit Hagos                              |
| Estados Unidos       | Taliah Dancil                            |
| Estonia              | Regina Krentsel                          |
| Etiopía              | Yanet Kebede Gonfa                       |
| Euregio              | Natalie Nock                             |
| Filipinas            | Scarlett de Mesa                         |
| Finlandia            | Emilia Kamula                            |
| Ghana                | Lois Ewurama Colecraft                   |
| Grecia               | Valentina Vitale                         |
| Hungría              | Ramona Jakob                             |
| Inglaterra           | Rheanna Cartier                          |
| Irán                 | Alissa Kangarani                         |
| Japón                | Chie Nakayama                            |
| Mar Báltico          | Marie Sophie Buchan                      |
| México               | María Fernanda López Hernández           |
| Nigeria              | Chidinma Gift Ugoeke                     |
| Países Bajos         | Alissa van der Lei                       |
| Perú                 | Alessia Jessen Molero                    |
| Polonia              | Anna Krzesinska                          |
| Portugal             | Clarisse Reis                            |
| Puerto Rico          | Yeimily Guzmán Hernández                 |
| República Dominicana | Smarling Mañon Martínez                  |
| Rumania              | Laura Marușca                            |
| Rusia                | Ekaterina Kuznetsova                     |
| Sudamérica           | Lina Urrego Vargas                       |
| Sudán del Sur        | Adit Suzan Kuany                         |
| Sri Lanka            | Galabada Liyanaarachchige Nikini Umeesha |
| Suecia               | Olivia Annie Linnea Wrångelin            |
| Tailandia            | Warissaya «Hanā» Sawangkarn              |
| Ucrania              | Ksenia Avtomeenko                        |
| Venezuela            | Andreina Rivero Rodríguez                |
| Zambia               | Victoria Mulengula Mubiana               |
| Zimbabue             | Stacey Selman Hall                       |

### Candidatas retiradas
- Argentina - Lucía Ricle

### Candidatas reemplazadas
- África Oriental - Naila Sebit Ferensio Befo fue reemplazada por Achai Ayom Lula.
- Sudamérica - Andreina Rivero Rodríguez fue reemplazada por Lina Urrego Vargas.

## Sobre los países en Top Model of the World 2025

### Naciones debutantes
| - Asia - Eritrea - Euregio | - Irán - Japón |

### Naciones que regresan a la competencia
Compitió por última vez en 2004:
- África Oriental

Compitió por última vez en 2014:
- Etiopía

Compitieron por última vez en 2017:
- Dinamarca
- El Salvador

Compitió por última vez en 2020:
- Rusia

Compitieron por última vez en 2022:
- Filipinas
- Ghana
- Grecia
- Países Bajos
- Perú
- Sudán del Sur
- Venezuela

Compitieron por última vez en 2023:
- Canadá
- Estonia
- Inglaterra
- Nigeria